# Розумаково (Роменский район)

Розумаково (укр. Розумакове) — село,
Погожекриницький сельский совет,
Роменский район,
Сумская область,
Украина.
Код КОАТУУ — 5924187603. Население по данным 1986 года составляло 20 человек.
Село ликвидировано в 2008 году .

## Географическое положение
Село Розумаково находится на расстоянии до 1,5 км от сёл Червоногвардейское, Яковенково и Погожая Криница.
По селу протекает пересыхающий ручей с запрудой.

## История
- 2008 — село ликвидировано [1].